# Lista de espécies do gênero Agaricus
Nesta lista estão relacionados os fungos do gênero Agaricus. O gênero tem tanto cogumelos comestíveis como venenosas, e contêm cerca de  300 espécies conhecidas.

## Espécies

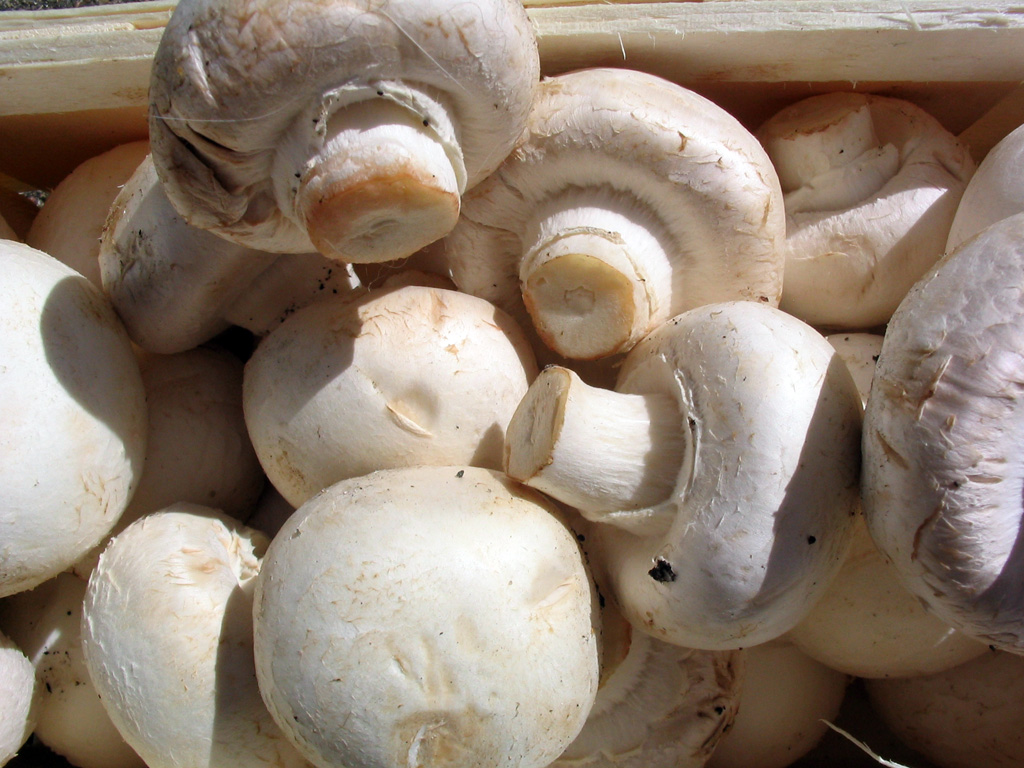
Agaricus bisporus

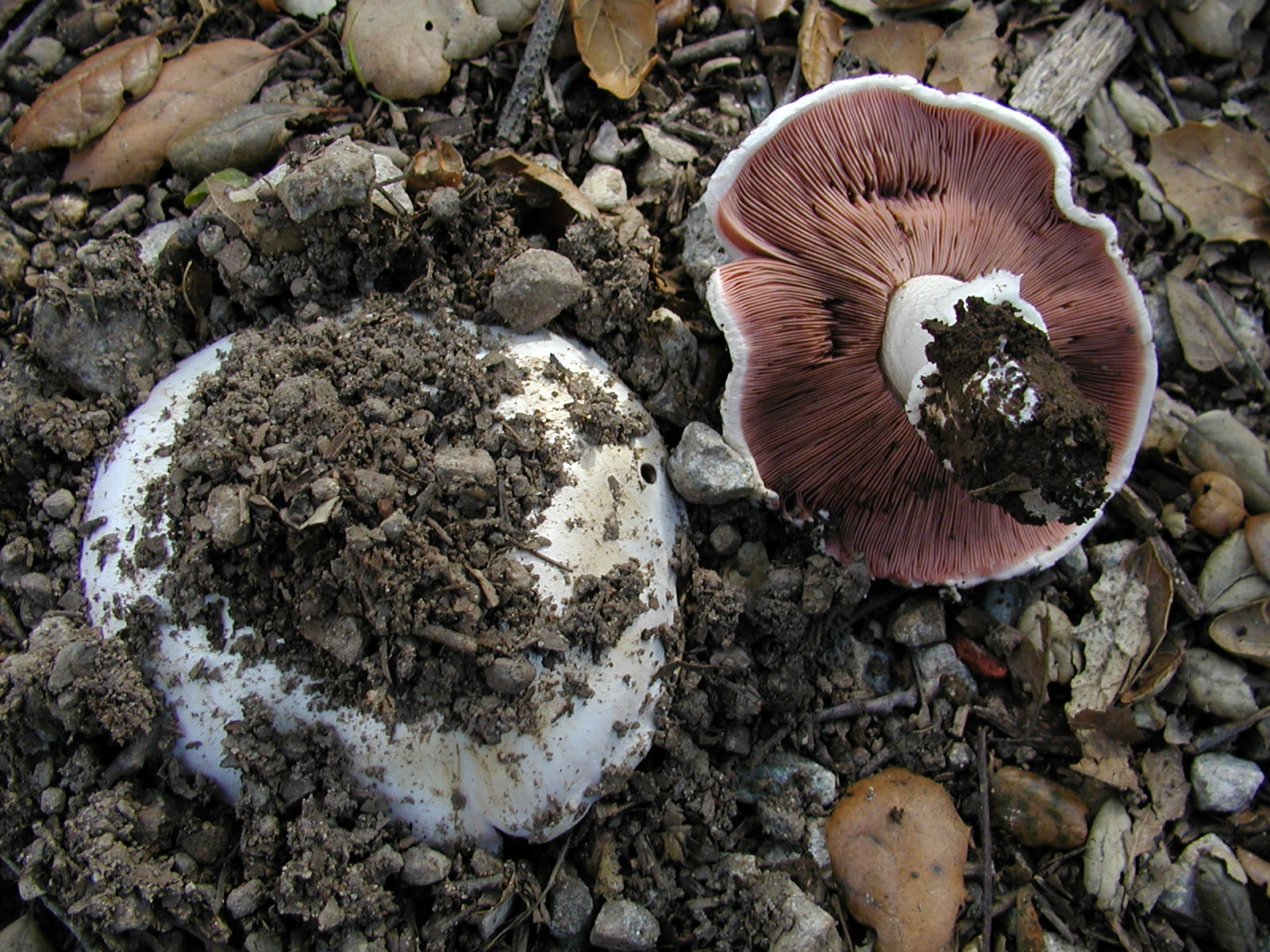
Agaricus bitorquis

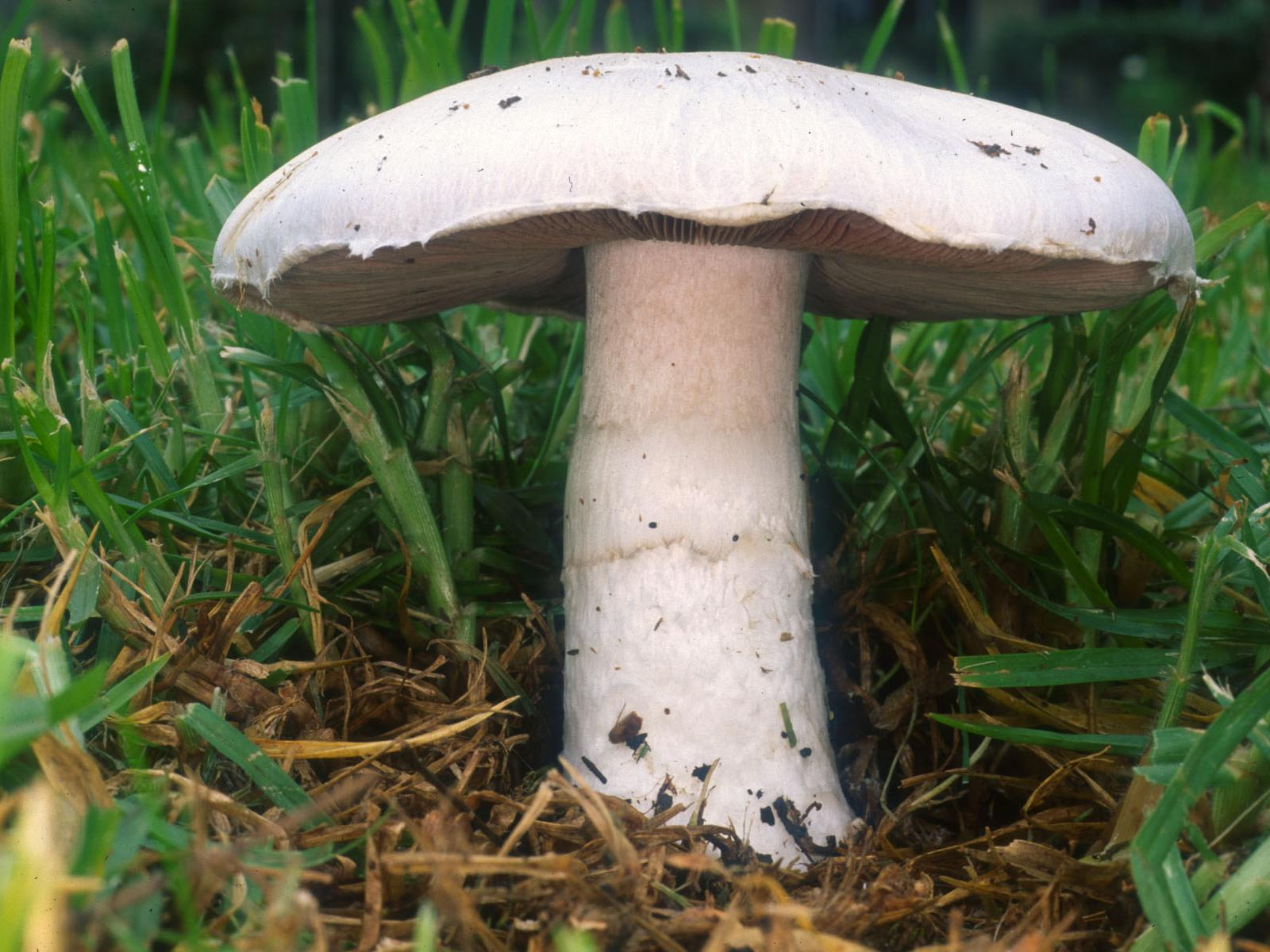
Agaricus campestris

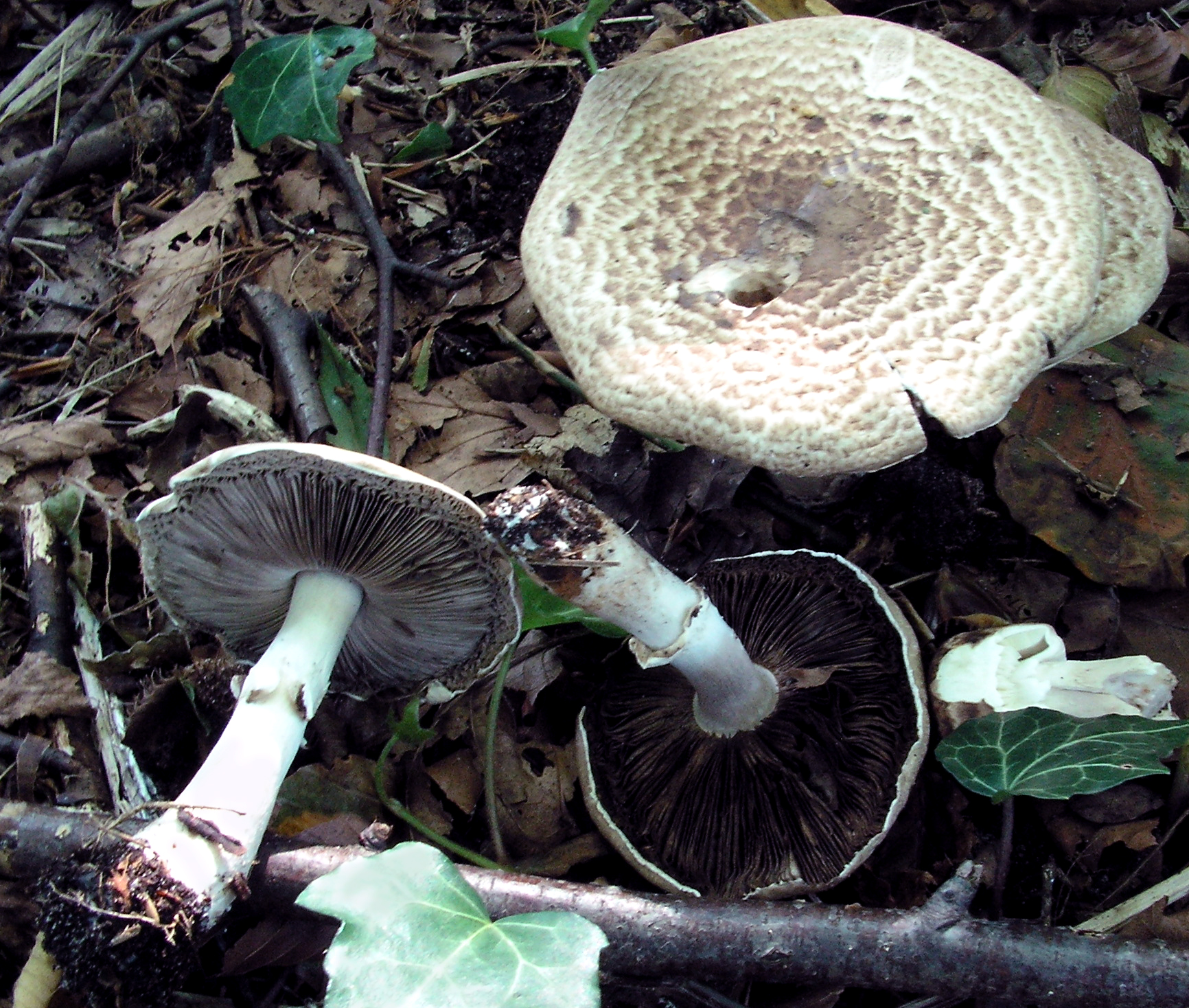
Agaricus impudicus

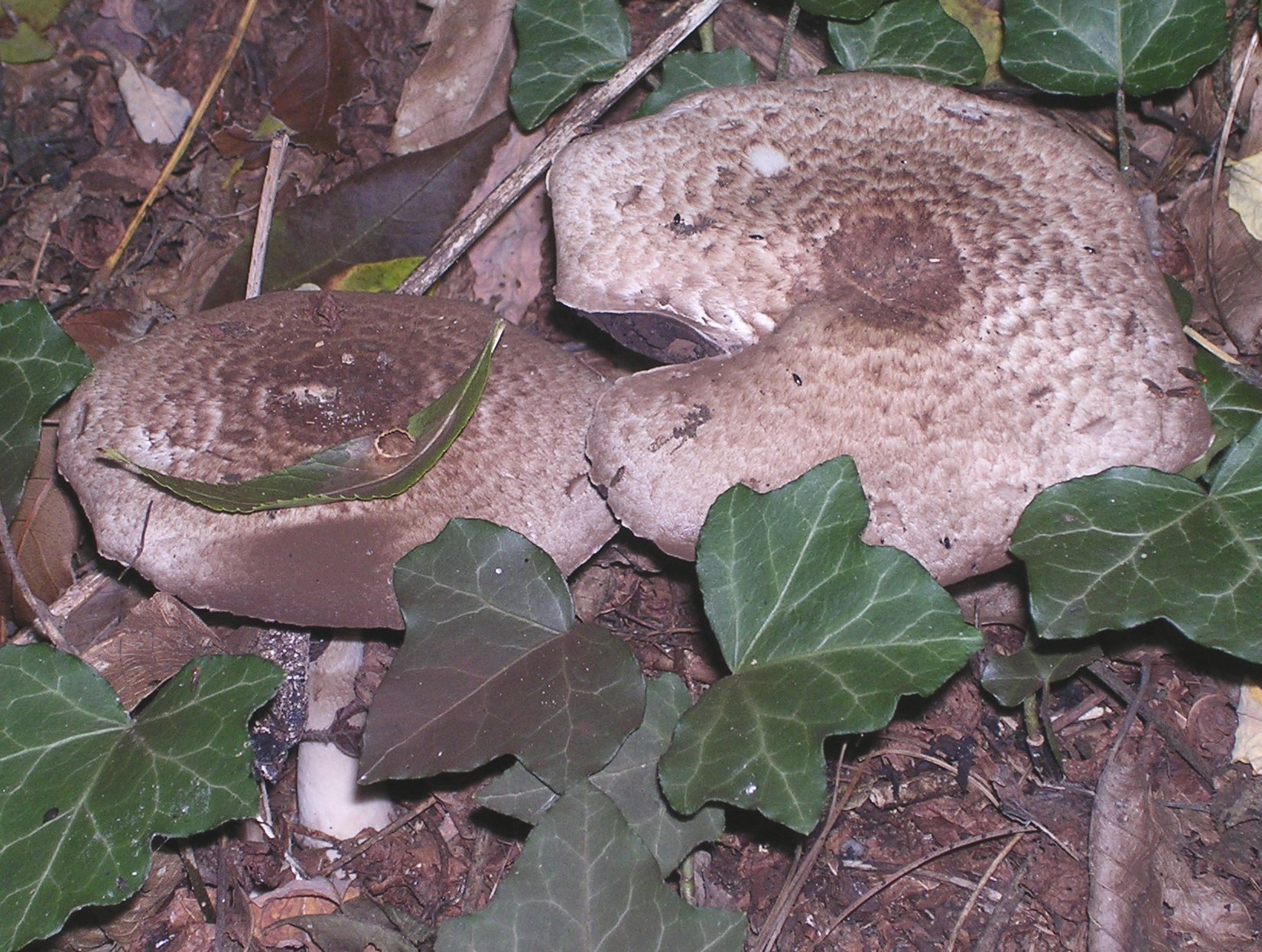
Agaricus perobscurus

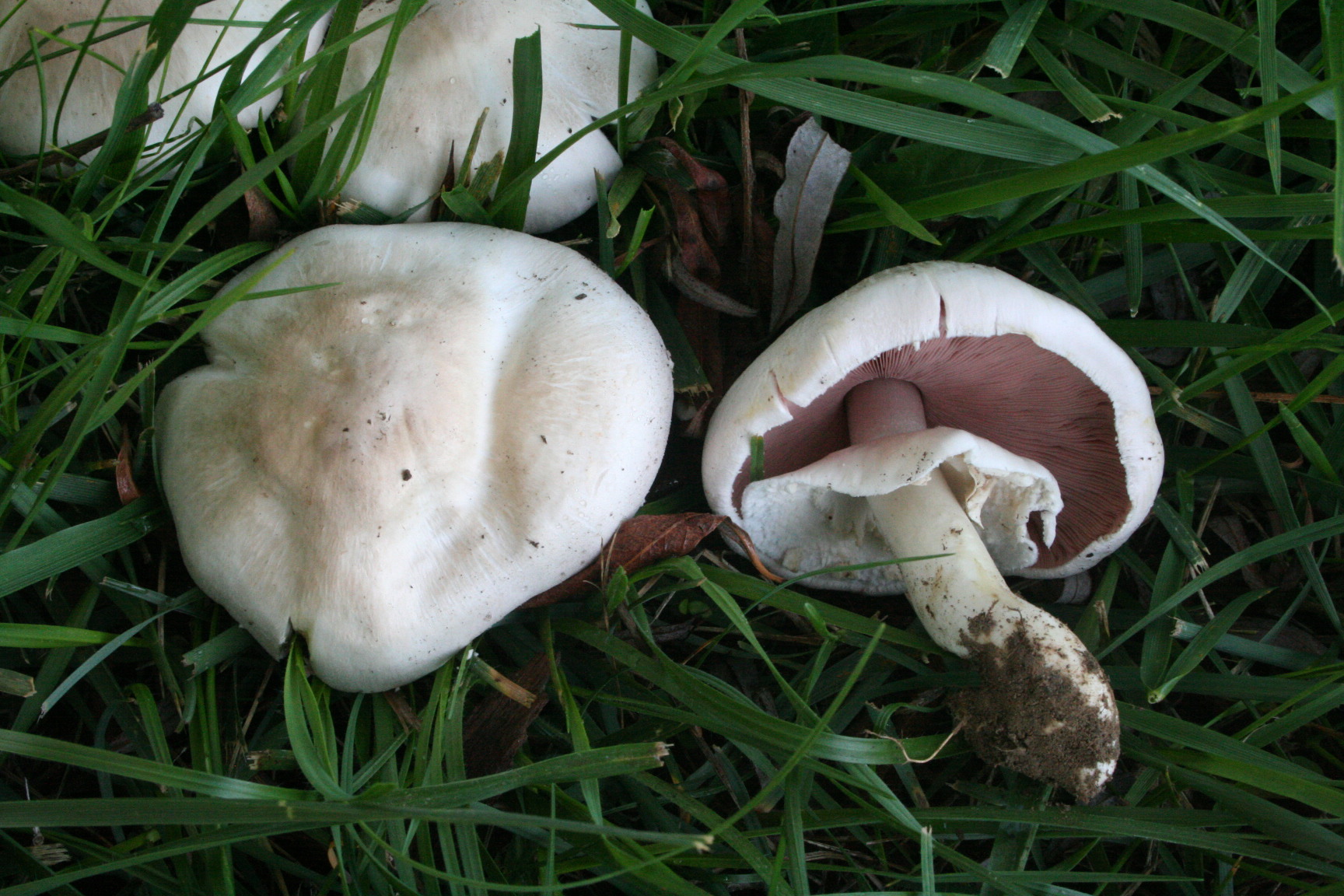
Agaricus pilatianus

| - Agaricus abruptibulbus Peck, 1905 - Agaricus albolutescens Zeller, 1938 - Agaricus aestivalis Pilat, 1951 - Agaricus aff. benesii - Agaricus annae - Agaricus alabamensis - Agaricus albertii Bon, 1988 - Agaricus altipes - Agaricus amicosus - Agaricus arcticus - Agaricus argenteus - Agaricus argentinus - Agaricus aristocratus - Agaricus arorae - Agaricus arvensis - Agaricus augustus - Agaricus benesii - Agaricus bernardii - Agaricus bisporus - Agaricus bitorquis - Agaricus blazei - Agaricus bohusii - Agaricus bresadolianus - Agaricus californicus - Agaricus campbellensis - Agaricus campestris - Agaricus cellaris - Agaricus cf. pseudopratensis - Agaricus chionodermus - Agaricus chlamydopus - Agaricus comtuliformis - Agaricus comtulus - Agaricus cretacellus - Agaricus cretaceus - Agaricus crocodilinus - Agaricus cupreobrunneus - Agaricus depauperatus - Agaricus devoniensis - Agaricus diminutivus - Agaricus dulcidulus - Agaricus endoxanthus - Agaricus essettei - Agaricus excellens - Agaricus fissuratus - Agaricus freirei - Agaricus fuscofibrillosus - Agaricus fuscovelatus - Agaricus geesterani syn. Allopsalliota geesterani - Agaricus floridanus - Agaricus haemorrhoidarius - Agaricus halophilus - Agaricus hondensis - Agaricus hortensis - Agaricus impudicus - Agaricus inapertus - Agaricus koelerionensis - Agaricus lacrymabunda - Agaricus langei - Agaricus lanipes - Agaricus laskibarii - Agaricus leucotrichus | - Agaricus lilaceps - Agaricus litoralis - Agaricus ludovici - Agaricus luteomaculatus - Agaricus maclovianus - Agaricus macrocarpus - Agaricus macrosporus - Agaricus magni - Agaricus maleolens - Agaricus medio-fuscus - Agaricus meleagris - Agaricus menieri - Agaricus micromegathus - Agaricus minimus - Agaricus moelleri - Agaricus niveolutescens - Agaricus nivescens - Agaricus osecanus - Agaricus pampeanus - Agaricus parvitigrinus - Agaricus pattersonae - Agaricus perobscurus - Agaricus perrarus - Agaricus pilatianus - Agaricus pilosporus - Agaricus placomyces - Agaricus pocillator - Agaricus porphyrizon - Agaricus porphyrocephalus - Agaricus praeclaresquamosus syn. Agaricus placomyces - Agaricus praerimosus - Agaricus pratensis - Agaricus pseudopratensis - Agaricus purpurellus - Agaricus radicatus - Agaricus romagnesii - Agaricus rosalamellatus - Agaricus rotalis - Agaricus rubellus - Agaricus rufotegulis - Agaricus rusiophyllus - Agaricus semotus - Agaricus silvaticus - Agaricus silvicola Peck, 1872 - Agaricus smithii - Agaricus solidipes - Agaricus spissicaulis - Agaricus stramineus - Agaricus subantarcticus - Agaricus subfloccosus - Agaricus subperonatus - Agaricus subrufescens - Agaricus subrutilescens - Agaricus texensis - Agaricus urinascens - Agaricus vaporarius - Agaricus variegans - Agaricus valdiviae - Agaricus xanthodermulus - Agaricus xanthodermus - Agaricus xantholepis |

## Simbologia
- toxidade: comestível, cultivado comercialmente.
- toxidade: comestível.
- toxidade: não comestível.
- toxidade: venenoso.
- toxidade: venenoso, perigo de vida.

## Ligação Externa
- «Trial Key to Common Agaricus Species of the Central California Coast.» (PDF) (em inglês)